# Campionati canadesi di sci alpino 1969
I Campionati canadesi di sci alpino 1969 si disputarono a Whistler dal 21 al 23 febbraio; furono assegnati i titoli di discesa libera, slalom gigante, slalom speciale e combinata, sia maschili sia femminili.

## Risultati

### Uomini

#### Discesa libera
| Pos. | Atleta         | Nazione |
| ---- | -------------- | ------- |
| 1    | Keith Shepherd | Canada  |
| 2    | Peter Duncan   | Canada  |
| 3    | Dan Irwin      | Canada  |

Data: 21 febbraio

#### Slalom gigante
| Pos. | Atleta         | Nazione |
| ---- | -------------- | ------- |
| 1    | Peter Duncan   | Canada  |
| 2    | Currie Chapman | Canada  |
| 3    | Bert Irwin     | Canada  |

Data: 22 febbraio

#### Slalom speciale
| Pos. | Atleta         | Nazione |
| ---- | -------------- | ------- |
| 1    | Peter Duncan   | Canada  |
| 2    | Bert Irwin     | Canada  |
| 3    | Keith Shepherd | Canada  |

Data: 23 febbraio

#### Combinata
| Pos. | Atleta         | Nazione |
| ---- | -------------- | ------- |
| 1    | Peter Duncan   | Canada  |
| 2    | Keith Shepherd | Canada  |
| 3    | Bert Irwin     | Canada  |

Data: 21-23 febbraio

Classifica stilata attraverso i piazzamenti ottenuti
in discesa libera e slalom speciale

### Donne

#### Discesa libera
| Pos. | Atleta         | Nazione |
| ---- | -------------- | ------- |
| 1    | Laurie Kreiner | Canada  |
| 2    | Sue Graves     | Canada  |
| 3    | Judi Leinweber | Canada  |

Data: 21 febbraio

#### Slalom gigante
| Pos. | Atleta             | Nazione |
| ---- | ------------------ | ------- |
| 1    | Sue Graves         | Canada  |
| 2    | Stephanie Townsend | Canada  |
| 3    | Judi Leinweber     | Canada  |

Data: 22 febbraio

#### Slalom speciale
| Pos. | Atleta             | Nazione |
| ---- | ------------------ | ------- |
| 1    | Judi Leinweber     | Canada  |
| 2    | Stephanie Townsend | Canada  |
| 3    | Diane Culver       | Canada  |

Data: 23 febbraio

#### Combinata
| Pos. | Atleta         | Nazione |
| ---- | -------------- | ------- |
| 1    | Judi Leinweber | Canada  |
| 2    | Laurie Kreiner | Canada  |
| 3    | Sue Graves     | Canada  |

Data: 21-23 febbraio

Classifica stilata attraverso i piazzamenti ottenuti
in discesa libera e slalom speciale